# Драбина Мебіуса

Два подання драбини Мебіуса.

Анімація перетворення одного виду в інший

Подання драбини Мебіуса M_{16} у вигляді стрічки Мебіуса.

Драби́на Ме́біуса {\displaystyle M_{n}} — кубічний циркулянтний граф з парним числом вершин {\displaystyle n}, утворений з циклу з {\displaystyle n} вершинами шляхом додавання ребер (званих «щаблями»), що з'єднують протилежні пари вершин циклу. Названий так через те, що {\displaystyle M_{n}} складається з {\displaystyle n/2} циклів довжини 4, з'єднаних разом спільними ребрами, які утворюють топологічно стрічку Мебіуса. Повний двочастковий граф {\displaystyle K_{3,3}} (граф «Вода, газ та електрика») є драбиною Мебіуса {\displaystyle M_{6}} (на відміну від інших {\displaystyle M_{6}} має додаткові цикли довжини 4).
Якщо {\displaystyle n\equiv 2{\pmod {4}}}, то {\displaystyle M_{n}} є двочастковим. При {\displaystyle n\equiv 2{\pmod {4}}} за теоремою Брукса хроматичне число {\displaystyle M_{n}} дорівнює 3. Відомо, що драбина Мебіуса однозначно визначається її многочленом Татта.

## Властивості
Будь-які сходи Мебіуса є непланарним верхівковим графом. Число схрещень драбини Мебіуса дорівнює одиниці, і граф можна вкласти без самоперетинів у тор або проєктивну площину (тобто є тороїдальним графом). Лі вивчив вкладення цих графів у поверхні більш високих родів.
Драбини Мебіуса є вершинно-транзитивними, але (за винятком {\displaystyle M_{6}}) не реберно-транзитивними — кожне ребро циклу, з якого драбину утворено, належить єдиному 4-реберному циклу, тоді як кожна перекладина належить двом таким циклам.
Драбина Мебіуса {\displaystyle M_{8}} має 392 кістякових дерева. Цей граф і {\displaystyle M_{6}} мають найбільше число кістякових дерев серед кубічних графів з тим самим числом вершин. Однак серед кубічних графів з 10 вершинами найбільше число кістякових дерев має граф Петерсена, який не є драбиною Мебіуса.
Многочлени Татта драбин Мебіуса можна отримати за простою рекурентною формулою.

## Мінори графа

Граф Вагнера

Драбини Мебіуса відіграють важливу роль у теорії мінорів графа. Найранішим результатом такого типу є теорема Вагнера про те, що граф, який не містить {\displaystyle K_{5}}-мінорів, можна утворити з використанням сум за клікою для комбінування планарних графів і драбини Мебіуса {\displaystyle M_{8}} (через це {\displaystyle M_{n}} називають графом Вагнера.
Всі 3-зв'язні майже-планарні графи є драбинами Мебіуса або належать невеликого числа інших сімейств, причому решту майже-планарних графів можна отримати з цих графів за допомогою низки простих операцій.
Майже всі[уточнити] графи, які не містять куба як мінора, можна отримати з драбини Мебіуса послідовним застосуванням простих операцій.

## Хімія і фізика
В 1982 році синтезовано молекулярну структуру, що має форму сходів Мебіуса, і відтоді такі графи становлять інтерес для хіміків і хімічної стереографії, зокрема через схожість на драбину Мебіуса молекул ДНК. Зважаючи на це, особливо вивчено математичні симетрії вкладень драбин Мебіуса в {\displaystyle \mathbb {R} ^{3}}.
Драбини Мебіуса використовують як модель надпровідного кільця в експериментах з вивчення ефектів топології провідності при взаємодії електронів.

## Комбінаторна оптимізація
Драбини Мебіуса використовують також в інформатиці в межах підходу цілочисельного програмування до задач пакування множин і лінійного впорядкування. Деякі конфігурації в цих задачах можна використати для визначення граней політопів, що описують ослаблення умов лінійного програмування. Ці грані називають обмеженнями драбин Мебіуса.